# Andreas Karpfinger
Andreas Karpfinger (* 4. September 1862 in Markgrafneusiedl; † 22. November 1926 ebenda) war ein österreichischer Politiker (CSP) und Wirtschaftsbesitzer. Er war 1909 bis 1926 Abgeordneter zum Landtag von Niederösterreich.

## Leben
Karpfinger besuchte nach der Volksschule einen Vorbereitungskurs für die Aufnahme in die Lehrerbildungsanstalt, wurde jedoch Landwirt in seiner Heimatgemeinde Markgraf-Neusiedl.

## Politik
Er wurde 1894 in den Gemeinderat gewählt und übernahm 1900 das Amt des Bürgermeisters. Er war zudem im Bezirksstraßenausschuss, Bezirksschulrat und Armenrat. Des Weiteren wirkte Karpfinger als Obmann des Niederösterreichischen Rübenbauernbundes, war Obmann des landwirtschaftlichen Bezirksvereins und Mitglied des Landeskulturrates. Er wurde am 8. Jänner 1909 als Abgeordneter der Landgemeinden der Gerichtsbezirke Wolkersdorf und Groß-Enzersdorf im Landtag des Erzherzogtums unter der Enns angelobt und war nach dem Ersten Weltkrieg zwischen dem 5. November 1918 und dem 4. Mai 1919 Mitglied des Provisorischen Landtags von Niederösterreich. Er wurde danach wieder in den Landtag gewählt und am 20. Mai 1919 angelobt, wobei er zwischen dem 30. November 1920 und dem 11. Mai 1921 der Kurie Niederösterreich-Land angehörte. Karpfinger blieb bis zu seinem Tod Abgeordneter des Niederösterreichischen Landtags.